# Lukoil Arena
Die Lukoil Arena (russisch Лукойл Арена) bzw. das Spartak-Stadion ist ein Fußballstadion im Nordwesten der russischen Hauptstadt Moskau. Das 2014 eingeweihte Stadion bietet 45.360 Zuschauern Platz (5.630 Business-Sitze und 48 Logen) und ist die erste eigene Heimspielstätte des Fußballvereins Spartak Moskau.

## Vorgeschichte
Der russische Rekordmeister Spartak Moskau hatte im Gegensatz zu seinen Lokal-Rivalen nie ein „eigenes“ Stadion und trug seine Heimspiele in wechselnden Stadien aus: Zunächst auf dem Platz von Lokomotive Moskau, später im Dynamo-Stadion und im Eduard-Strelzow-Stadion (Heimstadion von Torpedo Moskau, zwischenzeitlich auch vom FK Moskau), seit 1956 schließlich im Olympiastadion Luschniki, das jedoch als Nationalstadion gilt.
Anders als die anderen Moskauer Klubs wurde Spartak während der Sowjetzeit von keinem Ministerium oder einer Abteilung der Partei protegiert, so dass erst nach der politischen Wende 1991 daran gedacht werden konnte, Pläne bezüglich des Baus eines eigenen Stadions zu realisieren. Erste Schritte in dieser Richtung wurden bereits 1994 unternommen. Der Verein erhielt von der Stadtverwaltung ein Gelände in der Nähe des Botanischen Gartens zugewiesen, nach erfolgreichen Protesten von Umweltschützern und Anwohnern musste jedoch nach einem anderen Standort gesucht werden.
Der Bau des Stadions wurde hierdurch immer weiter verzögert. Da sich die Pläne zwischenzeitlich in Richtung einer reinen Fußball-Arena konkretisierten, wurde neben der Frage nach einem geeigneten Gelände schließlich auch die Stadiongröße diskutiert. Erste Entwürfe sahen noch rund 65.000 Plätze vor, einigten sich die Verantwortlichen von Verein und Stadtverwaltung 2001 schließlich auf ein Arena-Konzept mit 52.000 Zuschauern in zentraler Lage. Allerdings scheiterte auch dieser Anlauf, da die vom Grundstückseigentümer Messegesellschaft WWZ geforderte Pacht von jährlich 30 Millionen US-Dollar weit über die Möglichkeiten Spartaks hinausgingen.

## Neubau vor den Toren Moskaus

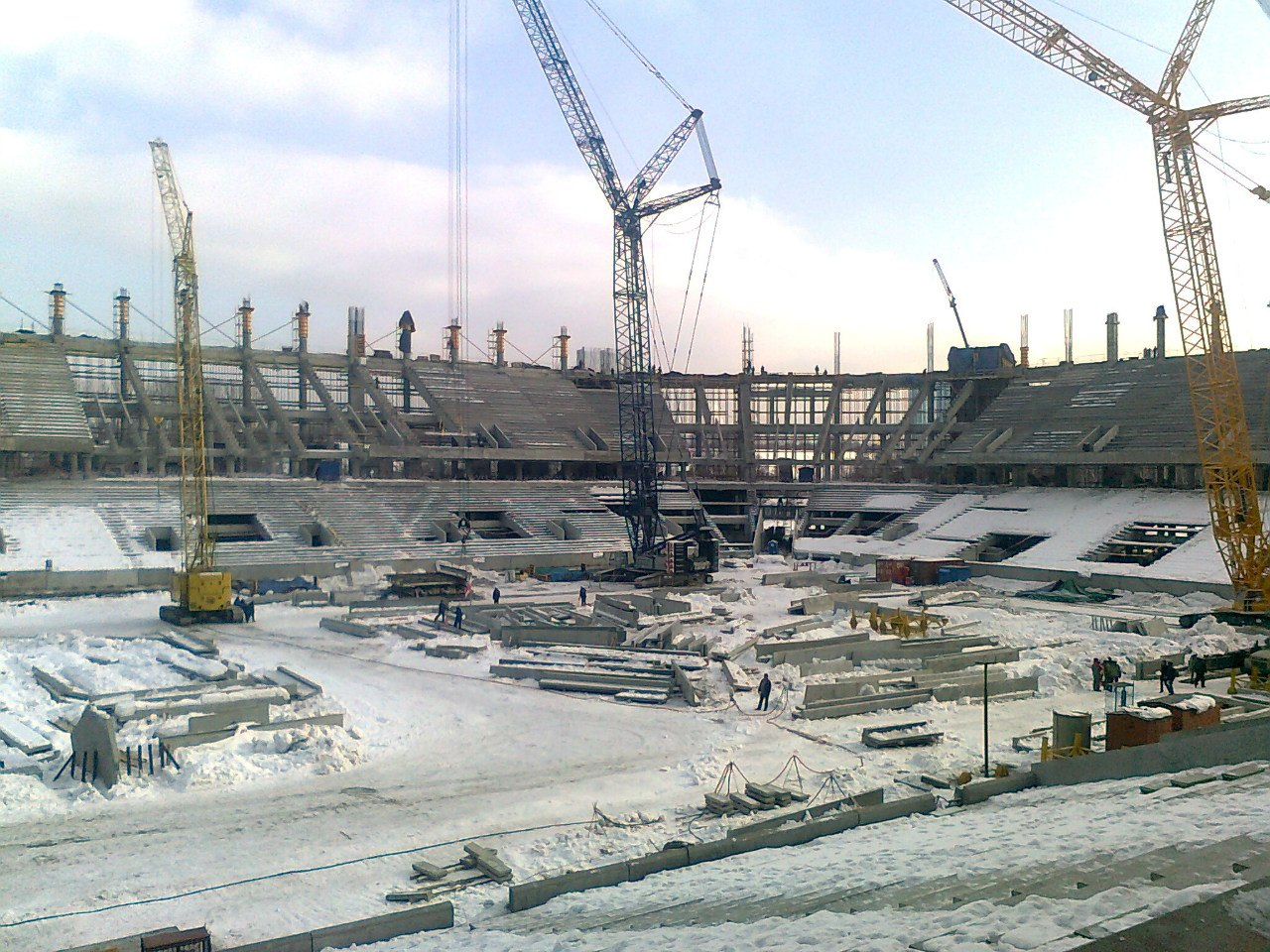
Die Stadionbaustelle im Februar 2013

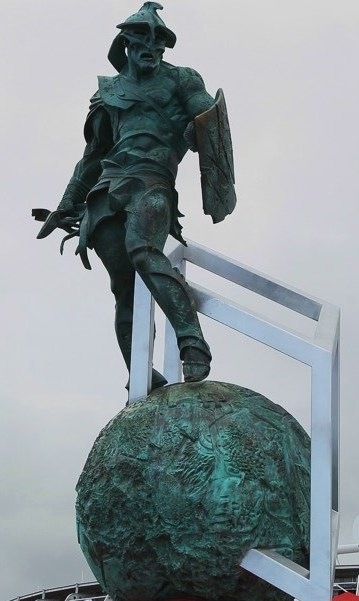
25-m-hohe Skulptur des Gladiators Spartacus (A. I. Rukawischnikow, S. A. Scharow, 2014) vor dem Eingang des Stadions

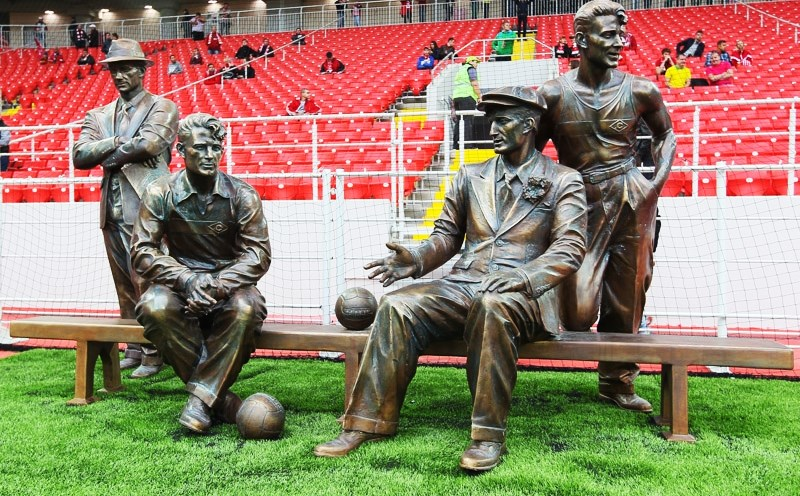
Denkmal der Fußball-Brüder Nikolai, Alexander, Andrei und Pjotr Starostin (F. A. Rukawischnikow, 2014)

Erst 2006 wurde mit Unterstützung des Hauptsponsors Lukoil in der Nähe des ehemaligen Flugfelds Moskau-Tuschino außerhalb Moskaus ein bezahlbares Gelände gefunden. Das neue, vom Dortmunder Architektenbüro ar.te.plan entworfene Stadion sollte bis 2009 vom deutschen Baukonzern Hochtief fertiggestellt werden. Das Projekt sah vor, dass das fertige Stadion über den Fußballbetrieb hinaus ein Restaurant für 2.000 Gäste sowie einen angeschlossenen Sport- und Veranstaltungsbereich mit 12.000 Plätzen haben sollte, der z. B. für Tennis-, Handball- oder Basketballturniere und Musikkonzerte genutzt werden kann. Dieses Vorhaben wurde jedoch wegen zu hoher Baukosten verworfen und das letztendlich gebaute Stadion wurde von AECOM entwickelt. Die Fertigstellung musste sowohl im Zuge der Weltwirtschaftskrise als auch wegen der Verzögerungen im Erhalt von Baugenehmigungen zunächst auf das Jahr 2012, zuletzt auf 24. Juli 2014 verschoben werden. Nach dem neuen Projekt wird die Hallenarena eine Einzeleinheit, die erst später gebaut werden soll.
Das neue Spartak-Stadion war eine der Spielstätten der Fußball-Weltmeisterschaft 2018 in Russland und wurde in diesem Zusammenhang auch an die Linie 7 der Moskauer Metro angeschlossen.
Wladimir Putin eröffnete die neue Fußballarena am 27. August 2014. Wenige Tage später, am 5. September, fand in Spartaks neuer Spielstätte mit dem Freundschaftsspiel gegen den FK Roter Stern Belgrad (1:1) vor 37.734 Zuschauern das erste Fußballspiel statt. Erster Torschütze war Dmitri Kombarow.

### Spiele beim FIFA-Konföderationen-Pokal 2017
|                                                                    |   |            |                      |
| So., 18. Juni 2017 um 21:00 Uhr (20:00 Uhr MESZ) – Gruppe B        |   |            |                      |
| Kamerun                                                            | – | Chile      | 0:2 (0:0)            |
| Mi., 21. Juni 2017 um 18:00 Uhr (17:00 Uhr MESZ) – Gruppe A        |   |            |                      |
| Russland                                                           | – | Portugal   | 0:1 (0:1)            |
| So., 25. Juni 2017 um 18:00 Uhr (17:00 Uhr MESZ) – Gruppe B        |   |            |                      |
| Chile                                                              | – | Australien | 1:1 (0:1)            |
| So., 2. Juli 2017 um 15:00 Uhr (14:00 Uhr MESZ) – Spiel um Platz 3 |   |            |                      |
| Portugal                                                           | – | Mexiko     | 2:1 n. V. (1:1, 0:0) |

### Spiele bei der Fußball-Weltmeisterschaft 2018
|                                                                |   |           |                                 |
| Sa., 16. Juni 2018 um 14:00 Uhr (15:00 Uhr MESZ) – Gruppe D    |   |           |                                 |
| Argentinien                                                    | – | Island    | 1:1 (1:1)                       |
| Di., 19. Juni 2018 um 18:00 Uhr (17:00 Uhr MESZ) – Gruppe H    |   |           |                                 |
| Polen                                                          | – | Senegal   | 1:2 (0:1)                       |
| Sa., 23. Juni 2018 um 15:00 Uhr (14:00 Uhr MESZ) – Gruppe G    |   |           |                                 |
| Belgien                                                        | – | Tunesien  | 5:2 (3:1)                       |
| Mi., 27. Juni 2018 um 21:00 Uhr (20:00 Uhr MESZ) – Gruppe E    |   |           |                                 |
| Serbien                                                        | – | Brasilien | 0:2 (0:1)                       |
| Di., 3. Juli 2018 um 21:00 Uhr (20:00 Uhr MESZ) – Achtelfinale |   |           |                                 |
| Kolumbien                                                      | – | England   | 1:1 n. V. (1:1, 0:0), 3:4 i. E. |

## Name
Am 19. Februar 2013 gab der Klub bekannt, dass die Bank Otkrytije (deutsch ‚Eröffnung‘ bzw. ‚Entdeckung‘) einen Sponsoringvertrag über sechs Jahre für die Summe von ca. 30 Mio. US-Dollar mit dem Verein abgeschlossen habe. Am 31. Dezember 2023 teilte der Klub mit, dass das Stadion nach Auslaufen des Vertrages mit der vorherigen Namensgeberin ab dem 1. Januar 2024 den Namen des Hauptsponsors Lukoil Arena tragen wird.

## Dienstleistungen für die Zuschauer
Im Stadion gibt es eine Navigations-Hilfe von Freiwilligen, eine Betreuungsmöglichkeit für Kinder sowie ein Fundbüro. Für Menschen mit Behinderungen sind zwei Sektoren mit je 50 Plätzen reserviert. Dieser Teil der Arena ist mit Rampen und Aufzügen ausgestattet.

## Sicherheit im Stadion
Für die Weltmeisterschaft 2018 waren im Stadion das Video-Überwachungssystem, die Video-Identifikation der Fans und die Ausrüstung für die Zollkontrollen installiert. Die Sicherheitsmaßnahmen wurden von dem Organisationskomitee der WM 2018, dem Innenministerium und dem Inlandsgeheimdienst FSB gemeinsam mit den Diensten des Stadions entwickelt.